# Sypilus ferrugineus
Sypilus ferrugineus es una especie de escarabajo del género Sypilus, familia Cerambycidae. Fue descrita por Pierre Émile Gounelle en 1913. Habita en Argentina.